# Georges de la Ferté-Sénectère
Le comte Georges-Marie-Joseph-Gérard Thibault de La Carte de La Ferté-Sénectère est un résistant et général français né à Paris 8e le 13 décembre 1913 et mort à Blois le 29 mars 1992.

## Biographie
Descendant par son aïeule Françoise Charlotte de Saint-Nectaire du maréchal-duc de La Ferté-Senneterre, Georges de La Ferté-Sénectère est le fils du comte Robert Thibault de La Carte de La Ferté-Sénectère, colonel, et de Magdeleine Goüin (petite-fille d'Eugène Goüin et sœur d'André et Émile Goüin).
Élève de l'École militaire de Saint-Cyr de 1934 à 1936 (promotion « du Roi Alexandre 1er de Yougoslavie »), il prend part à la campagne de 1940 au sein du 1er régiment de chasseurs portés. 
Lorsque son régiment, le 5e dragons, est dissout fin 1942, il s'engage dans la Résistance. Soutien de Giraud, il devient chef militaire départemental de l'Armée secrète (AS) puis sert dans l'Organisation de résistance de l'Armée (ORA) comme chef du comité départemental de libération (CDL) des Forces françaises de l'intérieur (FFI) de Saône-et-Loire (succédant au commandant de Bellecombe) sous le nom de "Férent" (parfois écrit "Ferrand"). Il est nommé commandant du 5e régiment de dragons en 1944. Il commande également un bataillon rattaché à la Division alpine et est membre de l'État-major de la subdivision militaire en 1945. Il prend, entre autres, une part active à la libération d'Autun et de Chalon en y conduisant l'assaut.
Il sert dans la Guerre d'Indochine et dans la Guerre d'Algérie. Colonel, il commande le 7e régiment de chasseurs d'Afrique en 1957 puis le 2e régiment de chasseurs d'Afrique en 1959.
Adjoint au général commandant la 63e division d'infanterie (Châlons-sur-Marne), il est promu général de brigade en 1967.
Il habite le château de la Borde, à Saint-Denis-sur-Loire, dont son épouse, Renée de Thy de Milly, est l'héritière. Il constitue l'une des plus importantes collections de boutons de vénerie de France.

## Décorations et distinctions
- Grand officier de la Légion d'honneur

## Sources
- Jean-Yves Boursier, Chroniques du maquis (1943-1944). FTP du Camp Jean Pierson et d'ailleurs, 2000
- André Jeannet, La Seconde guerre mondiale en Saône-et-Loire: Occupation et Résistance, 2003
- André Jeannet, Marie-Hélène Velu, La Saône-et-Loire dans la guerre, 1940-1945: la vie quotidienne sous l'occupation, 1984
- Henri Picard, Ceux de la Résistance : Bourgogne, Nivernais, Morvan : chroniques et pages de gloire, Chassaing, 1947
- Bruno Benoît, Marc Frangi, Guerres et associations, Presses Universitaires Lyon, 2003
- Annales de l'Académie de Mâcon, 1982
- Jacques Canaud, Jean-François Bazin, La Bourgogne dans la 2nde Guerre mondiale, 1986
- Capitaine Jacques, Maquis-victoires, Michaut, 1984
- Paul Gaujac, Les forces spéciales de la Libération, 1999
- Robert Fichet, Un Enfant de Troupe dans la Résistance Louhannaise, 2001
- Robert Chantin, Des temps difficiles pour des résistants de Bourgogne: échec politique et procès, 1944-1953, 2002
- Robert Chantin, Itinéraires croisés de deux amis résistants de Saône-et-Loire: Paul Pisseloup, Jean Tortiller, 2012
- Annales de Bourgogne, Volumes 17 à 18, 1965